# الکساندر روگوف
الکساندر روگوف (انگلیسی: Aleksandr Rogov; ۲۷ مارس ۱۹۵۶ – ۱ اکتبر ۲۰۰۴) قایقران کانو اهل اتحاد جماهیر شوروی سوسیالیستی بود.